# Salles-Courbatiès
Pour les articles homonymes, voir Salles.
Salles-Courbatiès est une commune française, située dans le département de l'Aveyron en région Occitanie.

## Géographie

### Localisation
Cette commune est située sur la Diège.

### Communes limitrophes
Les communes limitrophes sont  Causse-et-Diège, Drulhe, Naussac, Saint-Igest et Villeneuve.

### Hydrographie

#### Réseau hydrographique

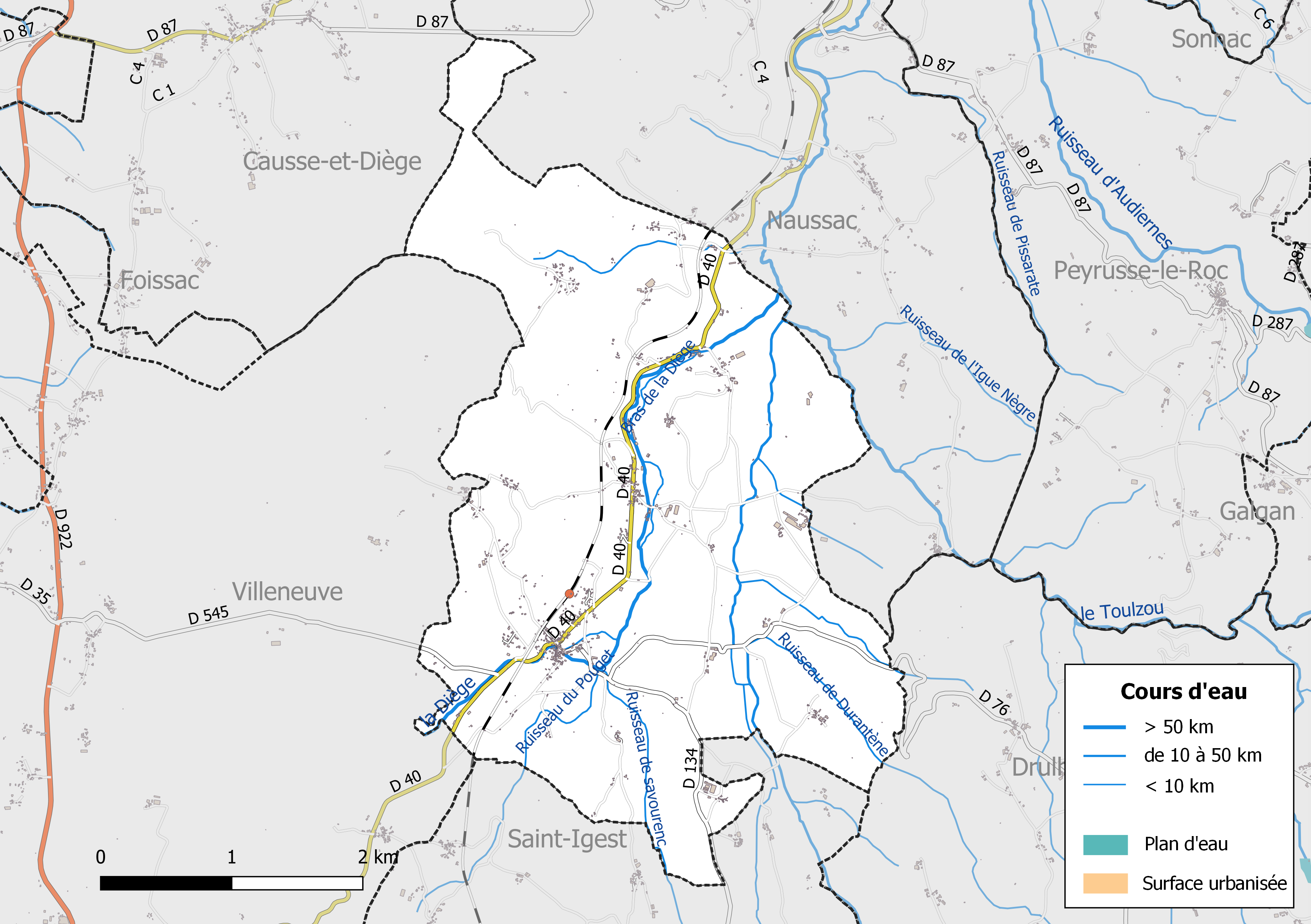
Réseaux hydrographique et routier de Salles-Courbatiès.

La commune est drainée par la Diège, le Toulzou, le ruisseau des Barthes, Bras de la Diège, Bras de la Diège, Bras de la Diège, le ruisseau de Durantène, le ruisseau de savourenc, le ruisseau du Pouget et par divers petits cours d'eau.
La Diège, d'une longueur totale de 19,1 km, prend sa source dans la commune de Villeneuve et se jette  dans le Lot à Capdenac-Gare, après avoir arrosé 5 communes.
Le Toulzou, d'une longueur totale de 14,7 km, prend sa source dans la commune de Vaureilles et se jette  dans le ruisseau des Barthes à Salles-Courbatiès, après avoir arrosé 7 communes.

#### Gestion des cours d'eau
La gestion des cours d’eau situés dans la partie médiane du bassin du Lot est assurée par l’établissement public d'aménagement et de gestion des eaux (EPAGE) Célé - Lot médian, créé le 1er janvier 2019, en remplacement du syndicat mixte de la Diège et le Syndicat mixte du bassin de la Rance et du Célé.

### Climat
Pour des articles plus généraux, voir Climat de l'Occitanie et Climat de l'Aveyron.
En 2010, le climat de la commune est de type climat océanique altéré, selon une étude s'appuyant sur une série de données couvrant la période 1971-2000. En 2020, Météo-France publie une typologie des climats de la France métropolitaine dans laquelle la commune est dans une zone de transition entre le climat océanique altéré et le climat de montagne et est dans la région climatique Ouest et nord-ouest du Massif Central, caractérisée par une pluviométrie annuelle de 900 à 1 500 mm, maximale en automne et en hiver.
Pour la période 1971-2000, la température annuelle moyenne est de 12,5 °C, avec une amplitude thermique annuelle de 16 °C. Le cumul annuel moyen de précipitations est de 984 mm, avec 11,5 jours de précipitations en janvier et 6,3 jours en juillet. Pour la période 1991-2020, la température moyenne annuelle observée sur la station météorologique la plus proche, située sur la commune de Villefranche-de-Rouergue à 14 km à vol d'oiseau, est de 12,6 °C et le cumul annuel moyen de précipitations est de 865,1 mm,. Pour l'avenir, les paramètres climatiques de la commune estimés pour 2050 selon différents scénarios d'émission de gaz à effet de serre sont consultables sur un site dédié publié par Météo-France en novembre 2022.

### Milieux naturels et biodiversité

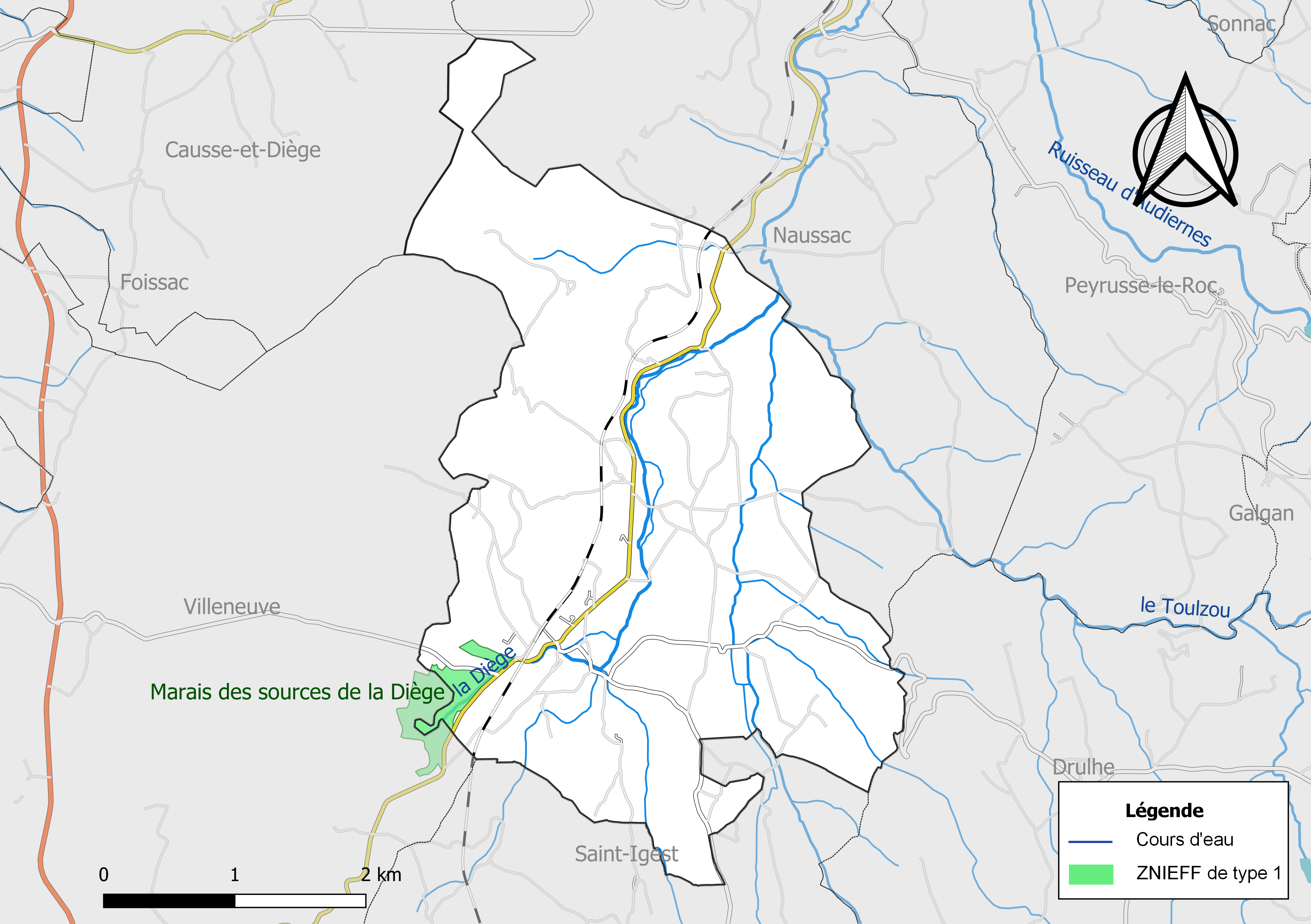
Carte de la ZNIEFF de type 1 localisée sur la commune.

L’inventaire des zones naturelles d'intérêt écologique, faunistique et floristique (ZNIEFF) a pour objectif de réaliser une couverture des zones les plus intéressantes sur le plan écologique, essentiellement dans la perspective d’améliorer la connaissance du patrimoine naturel national et de fournir aux différents décideurs un outil d’aide à la prise en compte de l’environnement dans l’aménagement du territoire.
Le territoire communal de Salles-Courbatiès comprend une ZNIEFF de type 1,, 
le « Marais des sources de la Diège » (32,8 ha), couvrant 2 communes du département

## Urbanisme

### Typologie
Au 1er janvier 2024, Salles-Courbatiès est catégorisée commune rurale à habitat dispersé, selon la nouvelle grille communale de densité à sept niveaux définie par l'Insee en 2022.
Elle est située hors unité urbaine. Par ailleurs la commune fait partie de l'aire d'attraction de Villefranche-de-Rouergue, dont elle est une commune de la couronne,. Cette aire, qui regroupe 34 communes, est catégorisée dans les aires de moins de 50 000 habitants,.

### Occupation des sols

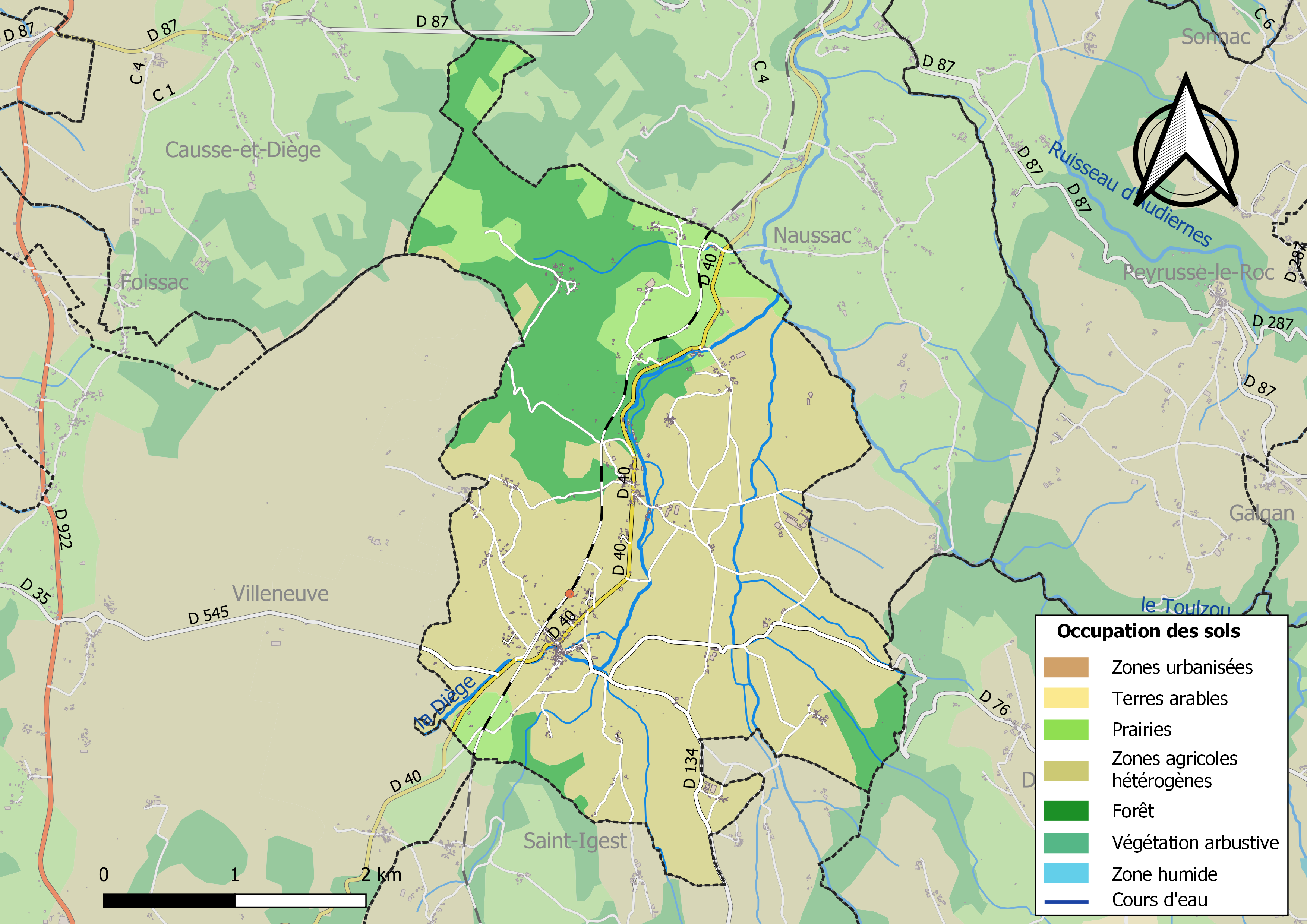
Infrastructures et occupation des sols de la commune de Salles-Courbatiès.

L'occupation des sols de la commune, telle qu'elle ressort de la base de données européenne d’occupation biophysique des sols Corine Land Cover (CLC), est marquée par l'importance des territoires agricoles (76,8 % en 2018), une proportion identique à celle de 1990 (76,8 %). La répartition détaillée en 2018 est la suivante : 
zones agricoles hétérogènes (65,8 %), forêts (23,2 %), prairies (11 %).

### Planification
La loi SRU du 13 décembre 2000 a incité fortement les communes à se regrouper au sein d’un établissement public, pour déterminer les partis d’aménagement de l’espace au sein d’un SCoT, un document essentiel d’orientation stratégique des politiques publiques à une grande échelle. La commune est dans le territoire du SCoT du Centre Ouest Aveyron  approuvé en février 2020. La structure porteuse est le Pôle d'équilibre territorial et rural Centre Ouest Aveyron, qui associe neuf EPCI, notamment Ouest Aveyron Communauté, dont la commune est membre.
La commune, en 2017, avait engagé l'élaboration d'un plan local d'urbanisme.

### Risques majeurs
Le territoire de la commune de Salles-Courbatiès est vulnérable à différents aléas naturels : climatiques (hiver exceptionnel ou canicule), feux de forêts et séisme (sismicité très faible).
Il est également exposé à un risque technologique, le transport de matières dangereuses, et à un risque particulier, le risque radon,.

#### Risques naturels
Le Plan départemental de protection des forêts contre les incendies découpe le département de l’Aveyron en sept « bassins de risque » et définit une sensibilité des communes à l’aléa feux de forêt (de faible à très forte). La commune est classée en sensibilité moyenne.
Les mouvements de terrains susceptibles de se produire sur la commune sont soit des mouvements liés au retrait-gonflement des argiles, soit des effondrements liés à des cavités souterraines. Le phénomène de retrait-gonflement des argiles est la conséquence d'un changement d'humidité des sols argileux. Les argiles sont capables de fixer l'eau disponible mais aussi de la perdre en se rétractant en cas de sécheresse. Ce phénomène peut provoquer des dégâts très importants sur les constructions (fissures, déformations des ouvertures) pouvant rendre inhabitables certains locaux. La carte de zonage de cet aléa peut être consultée sur le site de l'observatoire national des risques naturels Géorisques. Une autre carte permet de prendre connaissance des cavités souterraines localisées sur la commune,.

#### Risques technologiques
Le risque de transport de matières dangereuses sur la commune est lié à sa traversée par une canalisation de transport de gaz et une infrastructure ferroviaire. Un accident se produisant sur de telles infrastructures est en effet susceptible d’avoir des effets graves au bâti ou aux personnes jusqu’à 350 m, selon la nature du matériau transporté. Des dispositions d’urbanisme peuvent être préconisées en conséquence.

#### Risque particulier
Dans plusieurs parties du territoire national, le radon, accumulé dans certains logements ou autres locaux, peut constituer une source significative d’exposition de la population aux rayonnements ionisants. Toutes les communes du département sont concernées par le risque radon à un niveau plus ou moins élevé. Selon le dossier départemental des risques majeurs du département établi en 2013, la commune de Salles-Courbatiès est classée à risque moyen à élevé. Un décret du 4 juin 2018 a modifié la terminologie du zonage définie dans le code de la santé publique et a été complété par un arrêté du 27 juin 2018 portant délimitation des zones à potentiel radon du territoire français. La commune est désormais en zone 3, à savoir zone à potentiel radon significatif.

## Politique et administration

### Découpage territorial
La commune de Salles-Courbatiès est membre de la Ouest Aveyron Communauté, un établissement public de coopération intercommunale (EPCI) à fiscalité propre créé le 1er janvier 2017 dont le siège est à Villefranche-de-Rouergue. Ce dernier est par ailleurs membre d'autres groupements intercommunaux.
Sur le plan administratif, elle est rattachée à l'arrondissement de Villefranche-de-Rouergue, au département de l'Aveyron et à la région Occitanie. Sur le plan électoral, elle dépend du  canton de Lot et Montbazinois pour l'élection des conseillers départementaux, depuis le redécoupage cantonal de 2014 entré en vigueur en 2015, et de la deuxième circonscription de l'Aveyron  pour les élections législatives, depuis le dernier découpage électoral de 2010.

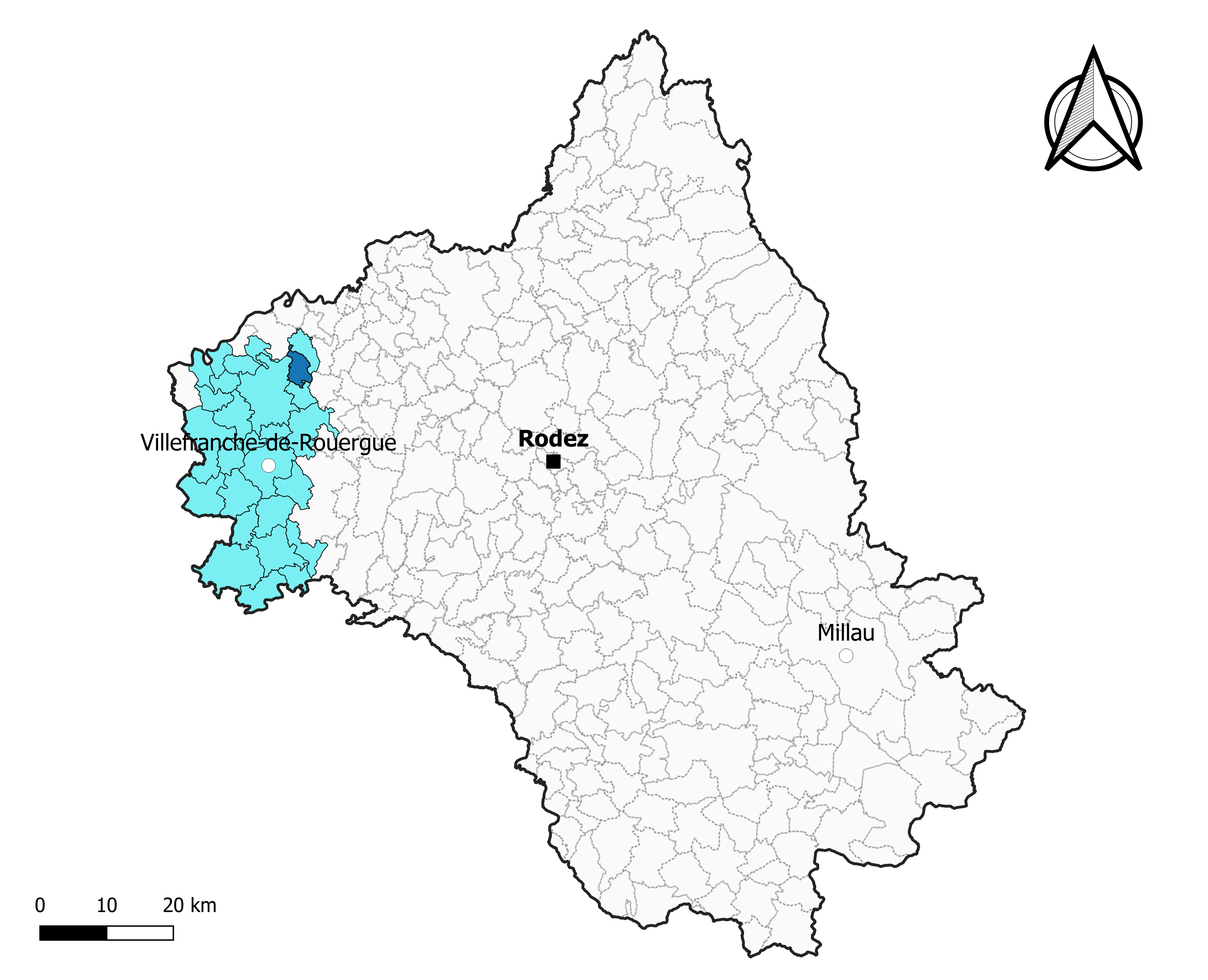
Salles-Courbatiès dans l'intercommunalité en 2020.
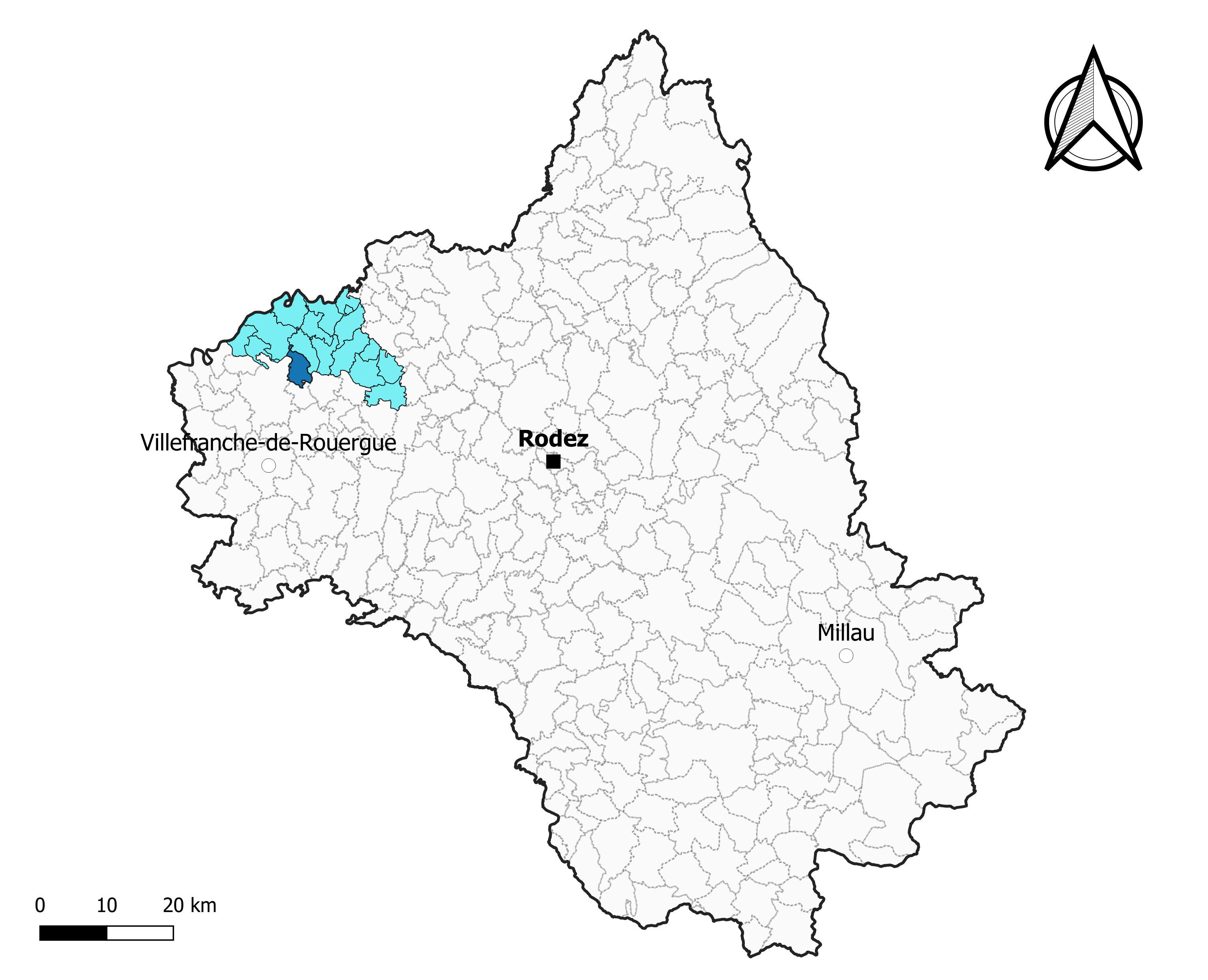
Salles-Courbatiès dans le canton de Lot et Montbazinois en 2020.
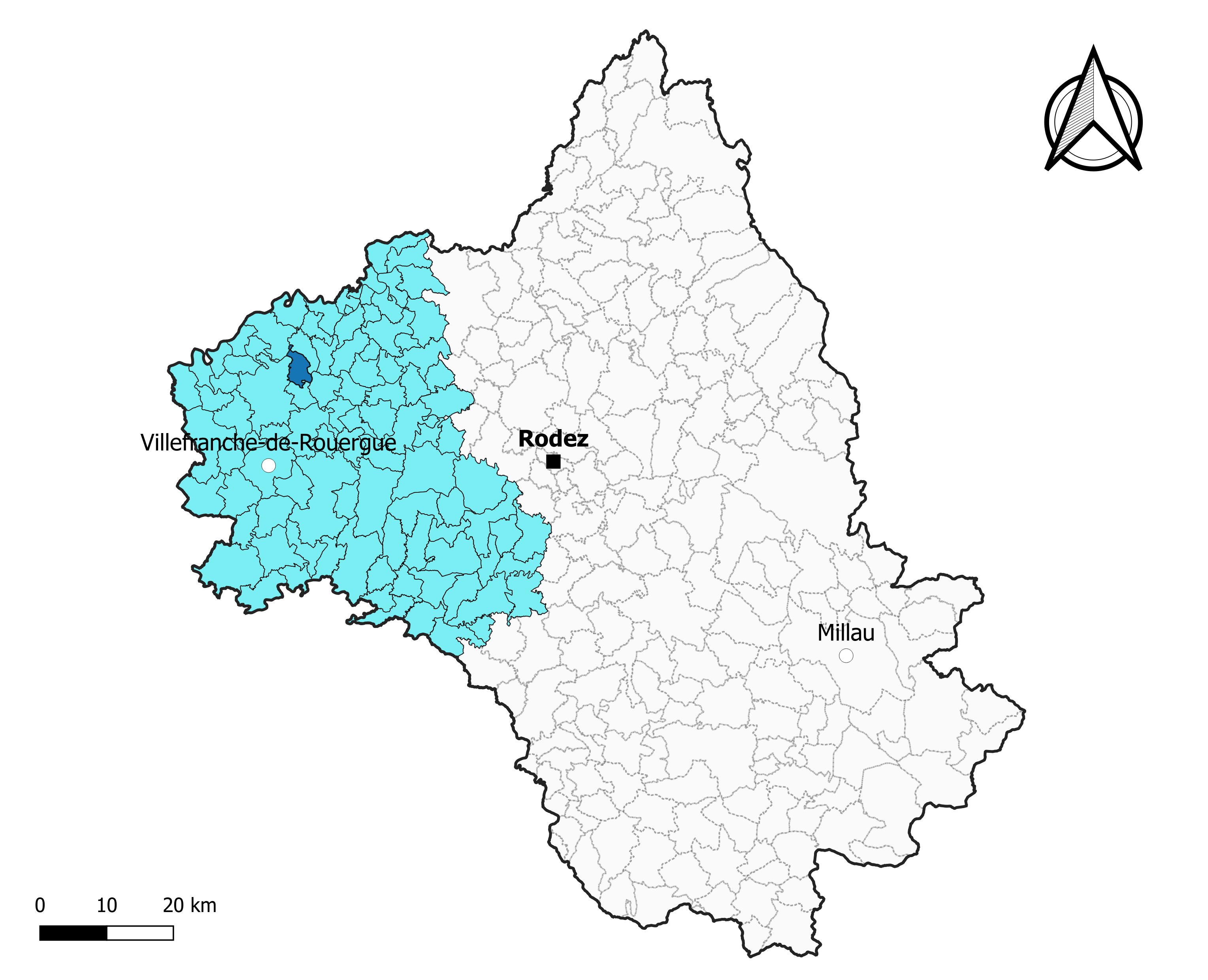
Salles-Courbatiès dans l'arrondissement de Villefranche-de-Rouergue en 2020.

### Élections municipales et communautaires

#### Élections de 2020
Le conseil municipal de Salles-Courbatiès, commune de moins de 1 000 habitants, est élu au scrutin majoritaire plurinominal à deux tours avec candidatures isolées ou groupées et possibilité de panachage. Compte tenu de la population communale, le nombre de sièges à pourvoir lors des élections municipales de 2020 est de 11. Sur les quatorze candidats en lice, onze sont élus dès le premier tour, le 15 mars 2020, correspondant à la totalité des sièges à pourvoir, avec un taux de participation de 48,05 %.
Pierre Margueritte est élu nouveau maire de la commune le 26 mai 2020.
Dans les communes de moins de 1 000 habitants, les conseillers communautaires sont désignés parmi les conseillers municipaux élus en suivant l’ordre du tableau (maire, adjoints puis conseillers municipaux) et dans la limite du nombre de sièges attribués à la commune au sein du conseil communautaire. Un siège est attribué à la commune au sein de la Ouest Aveyron Communauté.

#### Liste des maires
| Période                                  | Période  | Identité             | Étiquette | Qualité                                                   |
| ---------------------------------------- | -------- | -------------------- | --------- | --------------------------------------------------------- |
| 1812                                     | 1816     | Jean François Leygue |           |                                                           |
| 1816                                     | 1820     | Louis Laraussie      |           | Médecin                                                   |
| 1821                                     | 1829     | Jean François Leygue |           |                                                           |
| 1829                                     | 1835     | Charles Vazilieres   |           |                                                           |
| 1835                                     | 1837     | Jean-Sulpice Mouly   |           |                                                           |
| 1837                                     | 1846     | Pierre Bessières     |           |                                                           |
| 1846                                     | 1851     | Clément Laraussie    |           |                                                           |
| 1851                                     | 1852     | Jean Bessieres       |           |                                                           |
| 1852                                     | 1884     | Emile Frayssinet     |           |                                                           |
| 1884                                     | 1892     | Jean Soulie          |           |                                                           |
| 1892                                     | 1896     | Pierre Marty         |           |                                                           |
| 1896                                     | 1910     | Henri Turq           |           |                                                           |
| 1910                                     | 1925     | Urbain Conte         |           |                                                           |
| 1925                                     | 1934     | Félix Gailhard       |           |                                                           |
| 1934                                     | 1941     | Charles Fontanges    |           |                                                           |
| 1945                                     | 1947     | Pierre Tournemire    |           |                                                           |
| 1947                                     | 1963     | Georges Marcastel    |           |                                                           |
| 1963                                     | 1965     | Camille Mazenq       |           |                                                           |
| 1965                                     | 1971     | Georges Savignac     |           |                                                           |
| 1971                                     | 1977     | Julien Leygues       |           |                                                           |
| 1977                                     | 2001     | Roger Miquel         |           |                                                           |
| 2001                                     | 2014     | Gérard Marty         |           |                                                           |
| mars 2014                                | mai 2020 | Jérôme Massé         |           | Industriel, chef d'entreprise                             |
| mai 2020                                 | En cours | Pierre Marguerite,   |           | Profession intermédiaire de la santé et du travail social |
| Les données manquantes sont à compléter. |          |                      |           |                                                           |

## Démographie
L'évolution du nombre d'habitants est connue à travers les recensements de la population effectués dans la commune depuis 1793. Pour les communes de moins de 10 000 habitants, une enquête de recensement portant sur toute la population est réalisée tous les cinq ans, les populations de référence des années intermédiaires étant quant à elles estimées par interpolation ou extrapolation. Pour la commune, le premier recensement exhaustif entrant dans le cadre du nouveau dispositif a été réalisé en 2006.

En 2022, la commune comptait 480 habitants, en évolution de +17,36 % par rapport à 2016 (Aveyron : +0,37 %, France hors Mayotte : +2,11 %).
| 1793 | 1800 | 1806  | 1821  | 1831  | 1836  | 1841  | 1846  | 1851  |
| ---- | ---- | ----- | ----- | ----- | ----- | ----- | ----- | ----- |
| 442  | 455  | 1 416 | 1 619 | 1 141 | 1 077 | 1 102 | 1 113 | 1 056 |

| 1856  | 1861  | 1866  | 1872  | 1876  | 1881  | 1886  | 1891  | 1896  |
| ----- | ----- | ----- | ----- | ----- | ----- | ----- | ----- | ----- |
| 1 320 | 1 170 | 1 156 | 1 097 | 1 089 | 1 101 | 1 107 | 1 035 | 1 020 |

| 1901 | 1906 | 1911 | 1921 | 1926 | 1931 | 1936 | 1946 | 1954 |
| ---- | ---- | ---- | ---- | ---- | ---- | ---- | ---- | ---- |
| 859  | 813  | 790  | 658  | 649  | 617  | 600  | 554  | 485  |

| 1962 | 1968 | 1975 | 1982 | 1990 | 1999 | 2006 | 2011 | 2016 |
| ---- | ---- | ---- | ---- | ---- | ---- | ---- | ---- | ---- |
| 458  | 435  | 348  | 345  | 354  | 383  | 391  | 408  | 409  |

| 2021 | 2022 | - | - | - | - | - | - | - |
| ---- | ---- | - | - | - | - | - | - | - |
| 459  | 480  | - | - | - | - | - | - | - |

## Économie

### Revenus
En 2018  (données Insee publiées en septembre 2021), la commune compte 191 ménages fiscaux, regroupant 421 personnes. La médiane du revenu disponible par unité de consommation est de 21 240 € (20 640 € dans le département).

### Emploi
| Division       | 2008  | 2013  | 2018  |
| -------------- | ----- | ----- | ----- |
| Commune        | 8,5 % | 6,7 % | 11 %  |
| Département    | 5,4 % | 7,1 % | 7,1 % |
| France entière | 8,3 % | 10 %  | 10 %  |

En 2018, la population âgée de 15 à 64 ans s'élève à 222 personnes, parmi lesquelles on compte 75,6 % d'actifs (64,6 % ayant un emploi et 11 % de chômeurs) et 24,4 % d'inactifs,. Depuis 2008, le taux de chômage communal (au sens du recensement) des 15-64 ans est supérieur à celui de la France et du département.
La commune fait partie de la couronne de l'aire d'attraction de Villefranche-de-Rouergue, du fait qu'au moins 15 % des actifs travaillent dans le pôle,. Elle compte 69 emplois en 2018, contre 63 en 2013 et 66 en 2008. Le nombre d'actifs ayant un emploi résidant dans la commune est de 148, soit un indicateur de concentration d'emploi de 46,9 % et un taux d'activité parmi les 15 ans ou plus de 49,8 %.
Sur ces 148 actifs de 15 ans ou plus ayant un emploi, 58 travaillent dans la commune, soit 39 % des habitants. Pour se rendre au travail, 84,7 % des habitants utilisent un véhicule personnel ou de fonction à quatre roues, 2,1 % les transports en commun, 2,1 % s'y rendent en deux-roues, à vélo ou à pied et 11,2 % n'ont pas besoin de transport (travail au domicile).

### Activités hors agriculture
30 établissements sont implantés  à Salles-Courbatiès au 31 décembre 2019. Le tableau ci-dessous en détaille le nombre par secteur d'activité et compare les ratios avec ceux du département,.
Le secteur des activités spécialisées, scientifiques et techniques et des activités de services administratifs et de soutien est prépondérant sur la commune puisqu'il représente 33,3 % du nombre total d'établissements de la commune (10 sur les 30 entreprises implantées  à Salles-Courbatiès), contre 12,4 % au niveau départemental.

### Agriculture
La commune est dans le Bas Quercy, une petite région agricole occupant l'extrême-ouest du département de l'Aveyron. En 2020, l'orientation technico-économique de l'agriculture  sur la commune est l'élevage de bovins, pour la viande.
|               | 1988 | 2000 | 2010 | 2020 |
| ------------- | ---- | ---- | ---- | ---- |
| Exploitations | 35   | 21   | 12   | 12   |
| SAU (ha)      | 773  | 792  | 773  | 667  |

Le nombre d'exploitations agricoles en activité et ayant leur siège dans la commune est passé de 35 lors du recensement agricole de 1988  à 21 en 2000 puis à 12 en 2010 et enfin à 12 en 2020, soit une baisse de 66 % en 32 ans. Le même mouvement est observé à l'échelle du département qui a perdu pendant cette période 51 % de ses exploitations,. La surface agricole utilisée sur la commune a également diminué, passant de 773 ha en 1988 à 667 ha en 2020. Parallèlement la surface agricole utilisée moyenne par exploitation a augmenté, passant de 22 à 56 ha.

## Culture locale et patrimoine

### Lieux et monuments
- Église Notre-Dame-de-la-Nativité de Salles-Courbatiès.
- Église Notre-Dame-de-l'Assomption de Claunhac.
- jardin de la Mothe
- Le Trou de Gargantua et le tumulus de Courbatiès. La légende raconte que Gargantua qui se promenait dans le sud de la France s'est arrêté  au bord de la Diège pour se rafraîchir. Observant que la terre devait être bonne, il en mit une poignée dans sa poche de chemise. Seulement sa poche était trouée, si bien que deux pas plus loin, la terre en est tombée et a formé un petit tas sur le sol. C'est ainsi que la légende explique la présence du Trou de Gargantua - dépression que l'on peut observer à proximité du marais de Montaris-  et celle du tumulus du lieu-dit de Courbatiès.
- Le Marais de Montaris. Le marais de Montaris, alimenté par les sources de la Diège, s'étend sur une surface de 15 hectares. Il est composé de milieux très variés, roselières, prairies humides et petits étangs d'où la richesse de sa flore et de sa faune.
- Le colombier : En partant de la place de Salles Courbatiès, passez sous la voie de chemin de fer par le petit tunnel pour arriver au colombier.Une table de pique-nique est à disposition.
- Le tumulus de Courbatiès, au sud du bourg, est classé monument historique depuis 1975.

## Galerie de photos

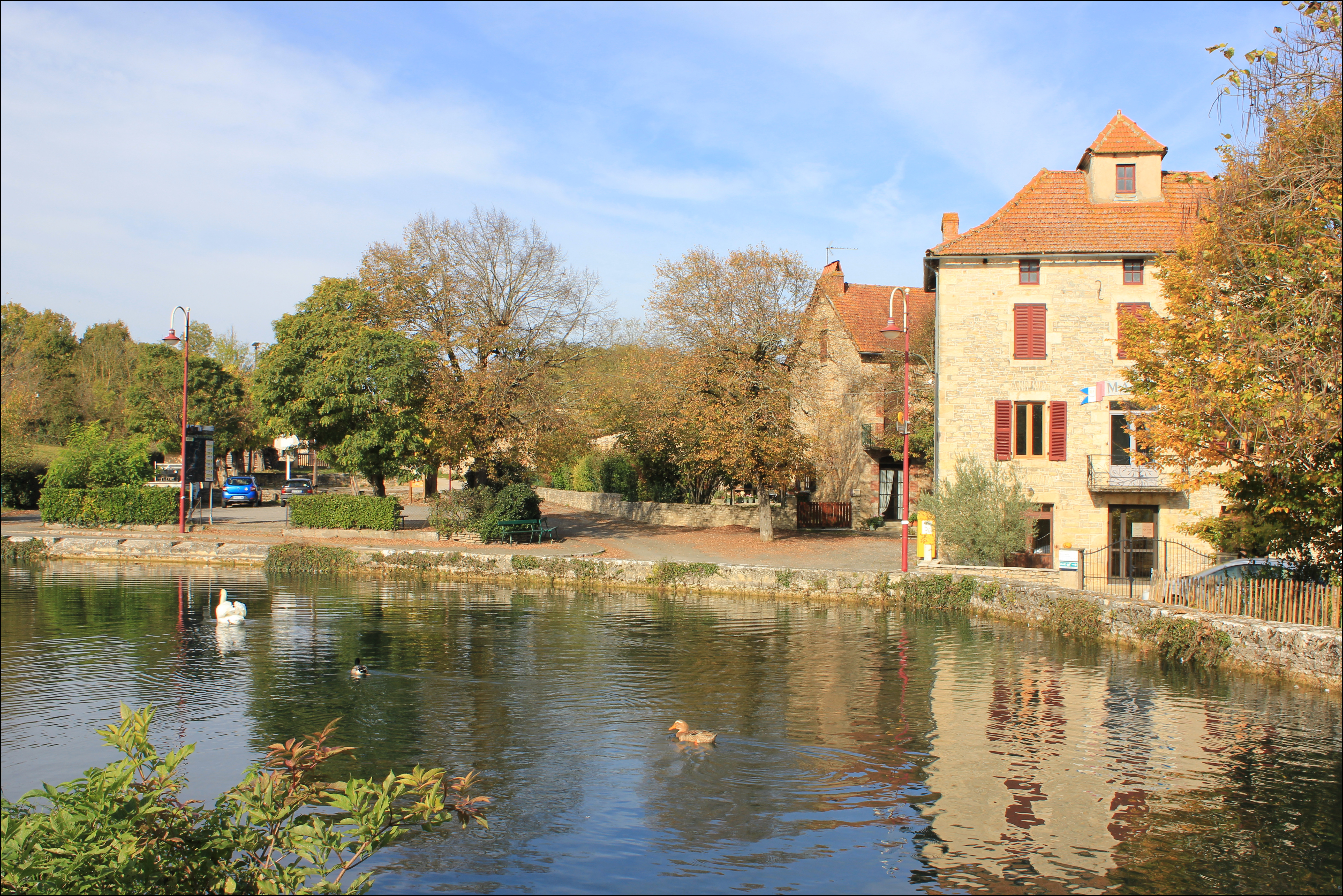
Mare aux canards devant la mairie.
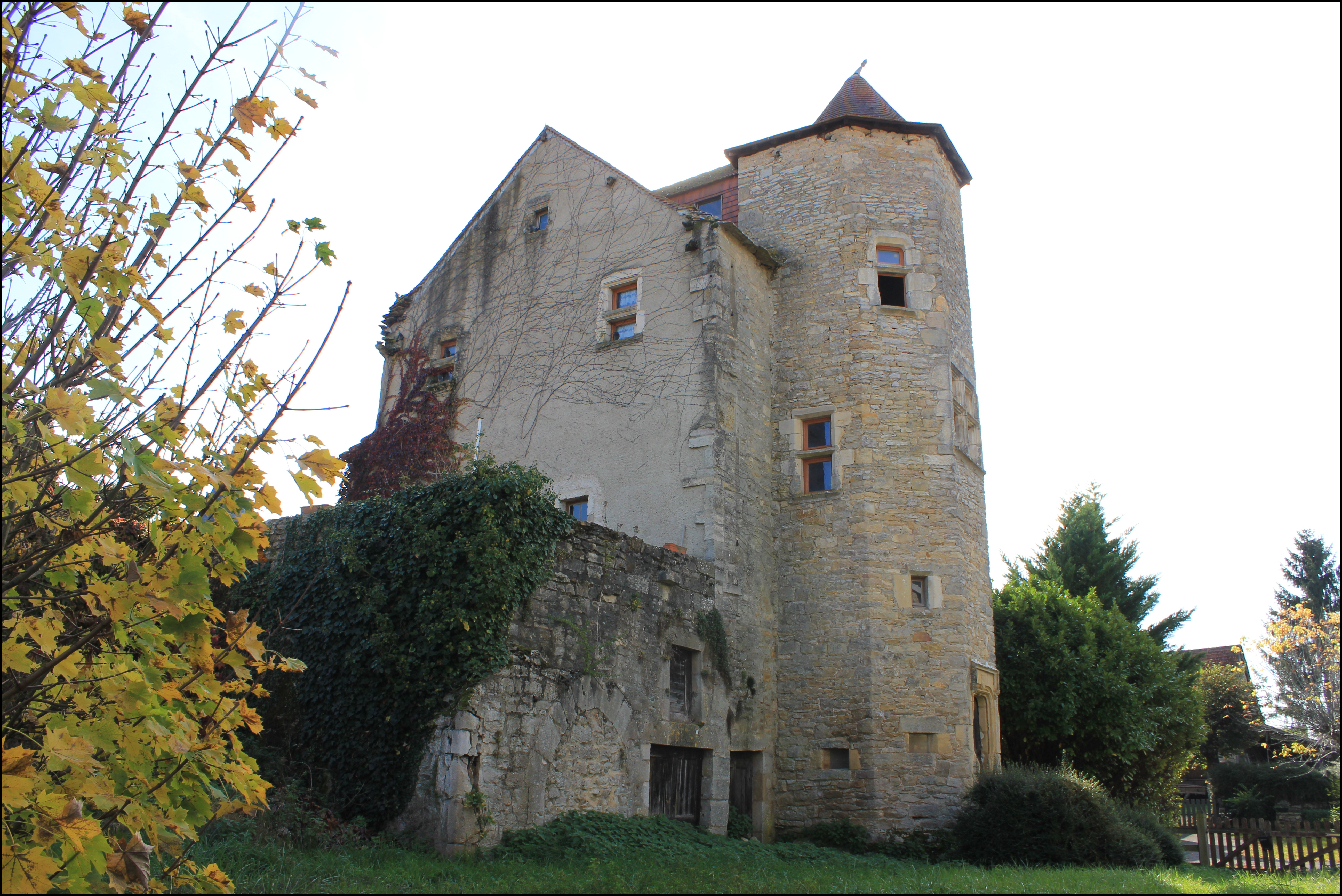
Maison forte.
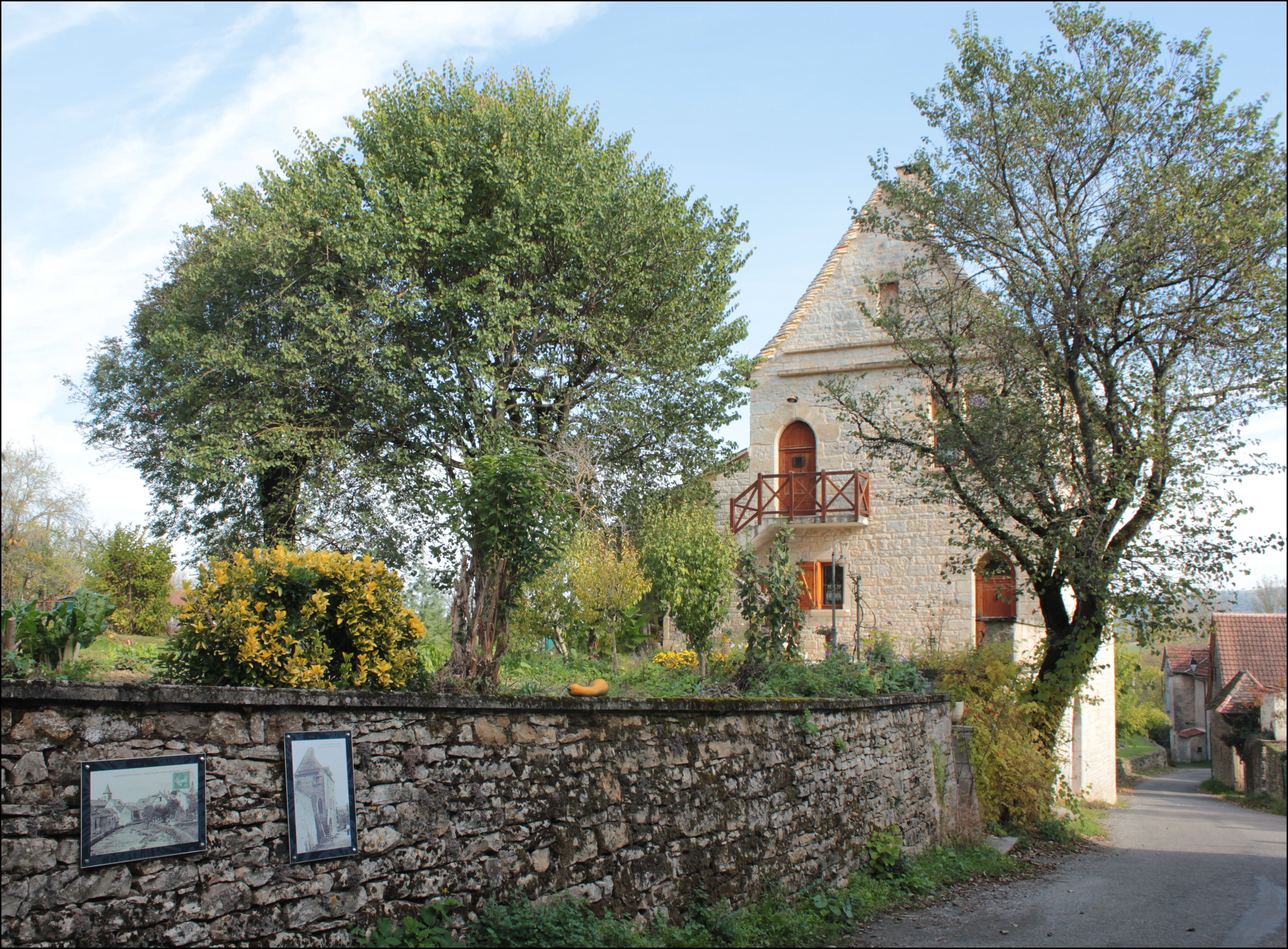
Maison dite "Moulin des Templiers".
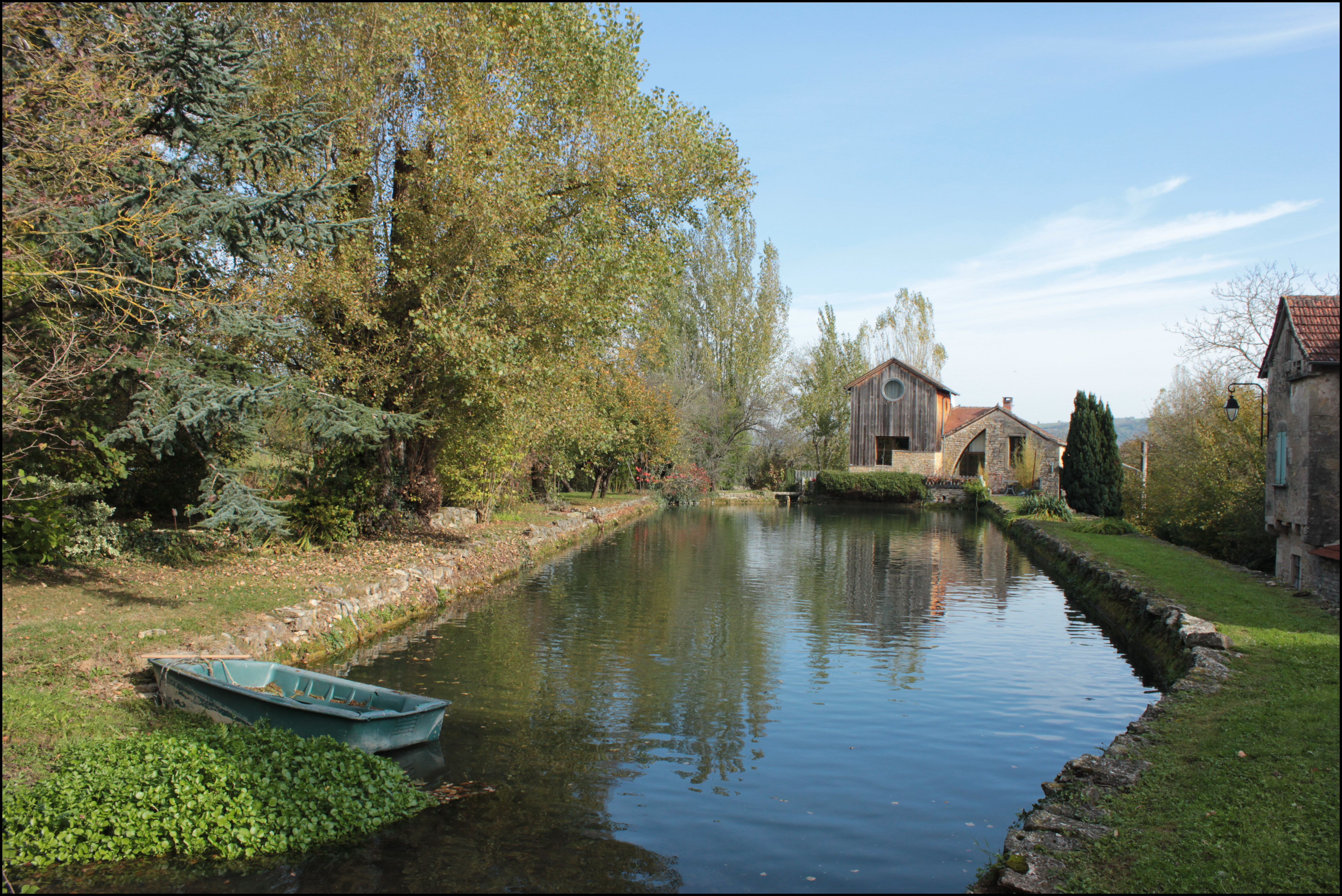
Bassin de pisciculture.